# Amt Hoya

Karte des Amtes Hoya (um 1820)

Das Amt Hoya war ein historisches Verwaltungsgebiet der Grafschaft Hoya, später des Fürstentums Lüneburg, des Königreichs Hannover bzw. der preußischen Provinz Hannover  mit Sitz in Hoya.

## Geschichte
Die Burg Hoya wird 1233 erstmals erwähnt. Erbauer war wohl das Adelsgeschlecht, das sich dann auch nach ihr benannte. Das Amt, das sich um die Residenz der späteren Grafschaft entwickelte, fiel mit dem Erlöschen des Grafenhauses 1582 an das Fürstentum Lüneburg. Nach dem französisch-westphälischen Intermezzo wurde es im alten Umfang wiederhergestellt. 1827 wurden die bis dahin durch das Amt Hoya verwalteten Anteile der Dörfer Alt Holtum und Varste dem Amt Westen-Thedinghausen zugelegt. 1852 wurde das Amt Hoya in das verkleinerte Amt Hoya und das Amt Martfeld aufgeteilt. Die Gemeinde Wöpse wurde in das Amt Bruchhausen umgegliedert, Dienstborstel in das Amt Nienburg, Diensthop und Lohof fielen an das Amt Westen. 1859 wurde das Amt Martfeld wieder mit dem Amt Hoya vereinigt, jedoch ohne das Kirchspiel Martfeld (mit den Gemeinden Kleinborstel, Hustedt, Loge, Martfeld und Tuschendorf), das in das Amt Bruchhausen eingegliedert wurde. Seit 1867 bildeten die Ämter Hoya, Syke und Bruchhausen den (Steuer-)Kreis Hoya. Bei der Einführung der Kreisverfassung 1885 wurden die Ämter Hoya und Bruchhausen zum Kreis Hoya zusammengeschlossen.

## Gemeinden
Bei seiner Auflösung (1885) bestand das Amt aus folgenden Gemeinden:
| - Altenbücken - Anderten - Asendorf - Brebber - Bücken - Calle - Dedendorf - Dönhausen - Duddenhausen - Eitzendorf | - Essen - Eystrup - Gandesbergen - Graue - Hämelhausen - Haendorf - Hassel - Haßbergen - Heesen - Helzendorf | - Hilgermissen - Hohenholz - Holtrup - Hoya - Hoyerhagen - Kampsheide - Kuhlenkamp - Magelsen - Mahlen - Mehringen | - Nordholz - Oiste - Schweringen - Stendern - Ubbendorf - Warpe - Wechold - Wienbergen - Windhorst |

- Karte mit allen verlinkten Seiten:
- OSM |
- WikiMap

## Amtmänner
- ab 1758: Georg Anton Bacmeister (1715–1775), Amtsschreiber
- 1818–nach 1821: Johann Ludolph Isenbart, Amtmann
- vor 1826–1831: Carl Christoph Niemeyer, Amtmann, ab 1832 im Amt Siedenburg
- 1833–1838: Johann Dietrich Conrad Stegemann, Amtmann
- 1839: unbesetzt
- 1840–1852: Carl Wilhelm August Heinrich von Honstedt, Drost ab 1852 im Amt Martfeld
- 1852–1858: Ludwig Philipp Meyer, Amtmann
- 1859–1868: Harry Carl Wilhelm Ludewig von Trampe, Amtmann, ab 1860 Oberamtmann
- 1868–1873: Georg Dieterichs, Amtmann, Kreishauptmann
- 1874–1878: Karl Heinrich Ludwig von Horn, Amtmann, Kreishauptmann
- 1878: Harmening, Amtmann, Kreishauptmann
- (1878) 1879–1884: Bernhard von Goeschen, Amtmann und Kreishauptmann